# The Juliana Theory
The Juliana Theory es una banda de indie formada en las localidades de Greensburg y Latrobe, Pensilvania por Joshua Fiedler y Neil Hebrank, en 1997.
Sus géneros abarcan desde el emo clásico hasta el indie rock depresivo.

## Ruptura
En 9 de febrero de 2006, después de años de giras y grabaciones "The Juliana Theory Is Dead" fue la declaración oficial de la banda en su web oficial y también en la página MySpace de la banda. Las razones citadas para la disolución grupos incluyen problemas con las discográficas Tooth and Nail Records y Epic.

## Después de la ruptura
Un blog oficial de MySpace el 8 de febrero de 2007 presentó una actualización de Josh Fiedler partida nueva banda de Vesta y Josh "Chip" Walters tocando la batería en su nueva banda llamada Crushing Ground.
Un 16 de agosto de 2009 la unidad por la historia de los medios de comunicación que bromeó The Juliana Theory puede ser reformado después de los comentarios dejados por la página oficial de Twitter sugirió Juliana Theory "cosas buenas vienen. Prometemos".
El 5 de octubre de 2009 el exvocalista Brett Detar publicaron un anuncio en su página web oficial de que un Juliana Theory Rarities & B-Sides álbum estaba en los trabajos y estará disponible en algún momento del futuro cercano.

## Reunión
El 14 de diciembre de 2009, la banda anunció que se presentaría en dos espectáculos para eventos en el verano de 2010 para celebrar el aniversario 10 años del lanzamiento de "Emotion Is Dead". Planean sobre la reproducción de todo el registro, en orden, así como una selección de favoritos de los fanes de otros.
Una actualización de Facebook en 20 de enero de 2010 dio las seis fechas finales gira que la banda estará tocando:

Friday August 20, 2010 – New York, NY – Highline Ballroom

Saturday August 21, 2010 – Pittsburgh, PA – Mr Small’s Theater

Sunday August 22, 2010 – Philadelphia, PA – The Trocadero

Friday August 27, 2010 – Pomona, CA – The Glasshouse

Saturday August 28, 2010 – Los Angeles, CA – The El Rey Theater

Sunday August 29, 2010 – San Francisco, CA – The Independent

## Discografía
- Understand This Is a Dream (1999)
- Emotion Is Dead (2000)
- Love (2003)
- Deadbeat Sweetheartbeat (2005)

## Miembros
- Brett Detar - cantante, guitarra, teclados, programación
- Chad Alan - bajo, coros
- Joshua Fiedler - guitarra, coros
- Joshua Kosker - guitarra, coros
- Joshua Walters - batería

### Antiguos miembros
- Neil Hebrank - batería (1997-2000)
- Jeremiah Momper - guitarra (1997-1999)